# Reykjavík-Rotterdam
Reykjavík-Rotterdam è un film del 2008 diretto da Óskar Jónasson.
Il film narra la disavventura di un contrabbandiere islandese costretto a compiere un ultimo rischiosissimo colpo per il bene della sua famiglia.

## Trama
Reykjavík. Kristofer fa fatica a tirare avanti con il suo lavoro di guardia giurata. Ha una moglie, Iris, due bambini piccoli e precedenti di contrabbando che pesano sulla sua reputazione. Quando il giovane cognato si trova in difficoltà con la malavita locale, Kristofer vede come unica possibilità per sé e per il ragazzo, di rientrare nel giro e fare un ultimo colpo. Per imbarcarsi su una nave mercantile deve avere una raccomandazione dall'amico Steingrimur, costruttore benestante, unico amico pronto a tendergli una mano nel bisogno.
Sulla nave Kristofer è sorvegliato a vista. Il comandante lo ricorda bene e tutti conoscono la sua fama. Ma nonostante questo Kristofer mette su un manipolo di persone disposte ad assecondarlo nell'azzardatissimo piano. Così, con una finta avaria la nave attracca a Rotterdam dove la mala locale ha pronto un carico di alcolici. Qui sopravviene un imprevisto in quanto Kristofer scopre di non avere più i soldi che si era procurato per l'affare. In mano ai malavitosi olandesi, gli islandesi vengono sfruttati per eseguire un furto di opere d'arte che, andando male, finisce per permettergli di scappare.
Sulla nave e con il carico però, le cose non vanno come immaginato. La moglie gli racconta di pesanti minacce subite dai soliti malviventi, mentre al di là dei sospetti che lo rincorrono sempre, sembra proprio che qualcuno abbia informato le autorità della volontà di metter a segno un colpo. Quando torna in Islanda, l'uomo ha però scaricato tutta la merce e dunque supera gli accuratissimi controlli che vengono effettuati. Una volta a terra, mentre il cognato scappa con i soldi che aveva sottratto, lui affronta i malviventi prima in un violento corpo a corpo, poi attirandoli in un'abile trappola che li vedrà arrestati.
Egli nel frattempo si è reso conto che l'amico Steingrimur che doveva permettergli l'impresa e proteggere la moglie, ha in realtà finto di aiutarlo per incastrarlo e far così cadere l'agognata Iris tra le sue braccia. Ma ha fatto male i conti sia con lui che con lei che, in un'involontaria colluttazione, batte la testa e finisce stordita a terra. Steingrimur, nel panico, la crede morta e pensa di occultarne il corpo nel suo cantiere.
Kristofer irrompe nel cantiere dell'amico all'arrivo delle betoniere. Dopo averlo picchiato riprende a telefonare alla moglie che non gli risponde e, sentendo la suoneria del cellulare provenire dalla base di un pilone, blocca la betoniera e salva la donna da morte certa, mentre Steingrimur piange distrutto. Iris in ospedale torna in salute, mentre gli amici di Kristofer raggiungono il punto dove avevano mollato il carico di alcol che, secondo i piani, torna a galla intatto.

## Premi e riconoscimenti
- Premio Edda - 2008
  - Miglior regista
  - Miglior sceneggiatura
  - Miglior montaggio
  - Miglior suono
  - Miglior musica

## Remake
Dopo averne acquisito i diritti, nel 2012 la Working Title Films ha realizzato Contraband, un remake ambientato negli Stati Uniti con la regia di Baltasar Kormákur, protagonista del film originale e affermato regista in Islanda.